# Tina Ellertson
Tina Jo Ellertson (geboren als Christina Jo Frimpong) (Vancouver (Washington), 20 mei 1982) is een Amerikaans voormalig voetbalster.

## Clubcarrière
| Jaar        | Club                  |
| ----------- | --------------------- |
| 2003 - 2005 | Seattle Sounders      |
| 2009 - 2010 | Saint Louis Athletica |
| 2010        | Atlanta Beat          |
| 2011        | magicJack             |
| 2013        | Portland Thorns       |

## Privéleven
Ellertson is getrouwd en heeft twee dochters. Voorafgaand aan haar huwelijk speelde ze onder haar geboortenaam, Frimpong.